# スポンジ・ボブ 海のみんなが世界を救Woo!
『スポンジ・ボブ 海のみんなが世界を救Woo!』（スポンジ・ボブ うみのみんながせかいをすくう〜、原題：The SpongeBob Movie: Sponge Out of Water）は、2015年のアメリカ合衆国のアニメーション映画で『スポンジ・ボブ』の映画版。『スポンジ・ボブ』の映画としては2作目。
シリーズで初めて実写と融合され、3次元映像で公開される。日本では2015年5月16日にTOHOシネマズとイオンシネマにて独占公開された。
2015年9月25日にDVDとBDが同時発売した。

## ストーリー
ある日、カニカーニの秘密のレシピが世界征服を企てる海賊バーガー・ビアードによって盗まれてしまった。レシピが盗まれカーニバーガーがなくなったことで住民は暴動をおこし、ビキニタウンは荒野になってしまう。スポンジ・ボブと、パトリック、カーニ、イカルド、サンディはレシピを取り戻すべく、地上の世界（アメリカ合衆国）に上がった。そして、ビアードを見つけたスポンジ・ボブらは、ビアードと対決する。

## 登場キャラクター

### 主要キャラクター
スポンジ・ボブ及びインヴィンシバブル
予告編では「チーズじゃないよ」と言われている。明るくて前向き、バーガー店「カニカーニ」の仕事が大好き。本作の主人公。
本作ではバーガー・ビアードにレシピを盗まれたことで、カーニや住民達から「プランクトンと共にレシピを盗んだ」と誤解されてしまう。プランクトンと共にレシピを探す旅に出る。
後半では、「インヴィンシバブル」に変身してバーガー・ビアードと戦った。
パトリック及びミスター・スーパーアウサムネス
スポンジ・ボブの大親友のヒトデ。マイペースでのんきだけど、頼りになる相棒。本作の準主人公。
レシピが盗まれ、カーニバーガーを作れなくなったことにショックを受け、スポンジ・ボブを裏切ってしまう。
後半では、「ミスター・スーパーアウサムネス」に変身して戦った。
イカルド及びソルト・ノート
名前はイカルドだけど、本当はタコ。いつも不機嫌だけど、本当はやさしいおじさん。
皮の服はあまり好きじゃないらしい。
後半では、「ソルト・ノート」に変身して戦った。
カーニ及びサー・ピンチ・ア・ロット
バーガー店「カニカーニ」のオーナーのカニ。秘伝のレシピを使ったカーニバーガーが人気。
バーガー・ビアードにレシピを盗まれ、その犯人がプランクトンとスポンジ・ボブらだと誤解し、彼らを捕まえようとしていた。
後半では、「サー・ピンチ・ア・ロット」に変身して戦った。
サンディ及びザ・ロデント
リスの女の子。心優しく、エキサイティングなことが大好き。本作のヒロイン。
カーニバーガーがなくなったことで混乱していた。バーガー・ビアードの本の破れたページを拾い、これが後にスポンジ・ボブらを救うことになる。
後半では、「ザ・ロデント」に変身して戦った。
プランクトン及びプランク・トン
カーニバーガーの秘密のレシピを狙っているスポンジボブ達の宿敵。本作ではスポンジ・ボブと共に主人公となっている。
盗まれたレシピを取り戻すためにスポンジ・ボブと協力する。
後半では、「プランク・トン」に変身して戦った。
カレン
プランクトンの恋人。 本作ではタイムマシンを作るためのコンピューターに使われた。

### その他のキャラクター
イカノサウルスレックス
声：ロジャー・バンパス／上田燿司
タコ型の恐竜。
アイスクリームボーイ
声：ディー・ブラッドリー・ベイカー
ソフトクリームの形をした男の子。スポンジ・ボブの心の中で登場。
アイスクリームガール
声：ジル・ティレイ
ソフトクリームの形をした女の子。スポンジ・ボブの心の中で登場。
ワッフルボーイ
ワッフルの形をした男の子。スポンジ・ボブの心の中で登場。
シロップガール
シロップの形をした女の子。スポンジ・ボブの心の中で登場。

### 実写キャラクター
バーガー・ビアード
劇場版2の謎の黒幕。世界征服を目論んで企てる海賊。予告編では「突撃！」と言うところが掟だとする。
バブルズ（ドルフィン）
スポンジ・ボブとプランクトンがタイムマシンで未来に来た時であったイルカ。
カイル
バーガー・ビアードの船に乗っていた雄のカモメ。
カモメ
カイルと同じくバーガー・ビアードの船に乗っていた雄のカモメ。
怒りん坊の男の子
声：小林由美子
ハワイに住んでいる人間である男の子。「侵入者だ！」「今すぐ妹のお城から出てけ！」と言い、スポンジ・ボブらを蹴っ飛ばした犯人。本当の名前は不明。
食いしん坊の男の子
声：小林由美子
ハワイに住んでいる人間である男の子。大きなアイスクリームを食べたパトリックを見て、「気持ち悪！」と言いながらイカルドの方へ投げ込んだ。本当の名前は不明。
セクシーなおねえさん
声：高橋里枝
ハワイに住んでいる人間である水着のおねえさん。背中に乗っていたイカルドが居ることが気づき「すごく気持ちいいわ」と言っていた。本当の名前は不明。
ローラースケートのおにいさん
ハワイに住んでいる人間であり、道でローラースケートをしている。スポンジ・ボブらが乗っていた人間用の自転車のせいで急に危険なトラブルが起こし、「危ない」と言っていた。日本語吹き替えの声優と本当の名前は不明。

## キャスト
括弧内は、日本語吹き替え。
実写での出演
- バーガー・ビアード：アントニオ・バンデラス（斎藤志郎、納谷六朗（特報））
- 女性客：コリニー・イングストロム（冨田泰代）

声の出演
- スポンジ・ボブ／インヴィンシバブル：トム・ケニー（松野太紀）
- カーニ／サー・ピンチ・ア・ロット：クランシー・ブラウン（奥田啓人）
- イカルド／ソルト・ノート：ロジャー・バンパス（上田燿司、納谷六朗（特報）、奥田啓人（予告編））
- パトリック／ミスター・スーパーアウサムネス：ビル・ファッガーバッケ（かぬか光明、長嶝高士（予告編））
- サンディ／ザ・ロデント：キャロリン・ローレンス（松浦チエ）
- プランクトン／プランク・トン：ミスター・ローレンス（松浦チエ、チョー（予告編））
- カレン：ジル・ティレイ（高橋里枝）
- バブルズ（ドルフィン）：マット・ベリー（広瀬彰勇）
- カイル：ポール・ティビット（小林由美子）
- カモメ：エリック・バウザ、ティム・コンウェイ、エディ・ディーゼン、ノーラン・ノース、ロブ・ポールセン、ケビン・マイケル・リチャードソンなど（武内駿輔、寺島惇太、菅原雅芳、福地将章、藤原貴弘など）
- コンピューター：シレーナ・アーウィン（田中杏沙）

## スタッフ
- 原作：ステファン・ヒーレンバーグ、ポール・ティビット
- 脚本：グレン・バーガー、ジョナサン・エイベル
- 編集：デビッド・イアン・ソルター、A.C.E
- 音楽：ジョン・デブニー
- 製作総指揮：ステファン・ヒーレンバーグ、ケイル・ボイター
- プロデューサー：ポール・ティビット、メアリー・ペアレント
- 実写監督：マイク・ミッチェル
- 監督：ポール・ティビット
- 制作協力：パラマウント・ピクチャーズ、パラマウント・アニメーション、ニコロデオン・ムービーズ
- 製作著作：バイアコム・インターナショナル

### 日本語版スタッフ
- 字幕翻訳：加納礼子
- 特典字幕翻訳：加納礼子、北村広子、宮崎幸子、小熊由布子
- 吹替翻訳：石田淳子
- 演出：鍛治谷功

## その他
本作の公開前の2012年にマーメイドマン役のアーネスト・ボーグナインが死去。エンドクレジットのラストで「In Memory of Ernest Borgnine（アーネスト・ボーグナインに捧ぐ）」とテロップされた。